# Západ Spojených států amerických

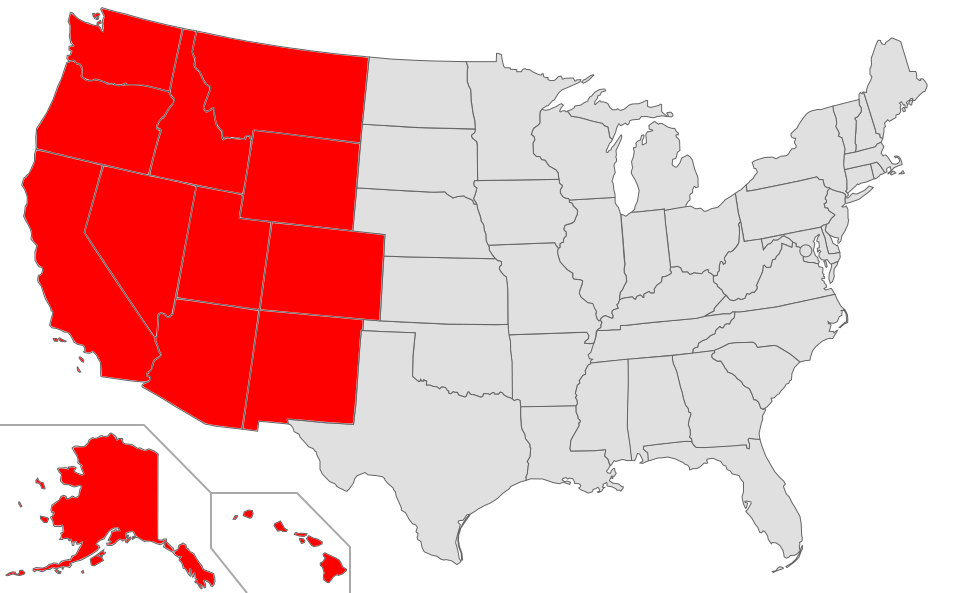
Regionální definice se liší zdroj od zdroje. Tato mapa popisuje západ USA jak ho definuje úřad pro sčítání lidu. Zahrnuje zmíněných 13 států.

Západ (anglicky Western United States, American West nebo pouze The West) je region Spojených států amerických, který obyčejně označuje nejzápadnější státy USA. Jako nejvýchodnější možná hranice mezi Východem a Západem se často používá řeka Mississippi.
Oficiálně sem patří 13 států, které se dělí do dvou oblastí: Horských států (Arizona, Colorado, Idaho, Montana, Nevada, Nové Mexiko, Utah a Wyoming) a Pacifických států (Aljaška, Havaj, Kalifornie, Oregon a Washington).
Zejména k této oblasti ve 2. polovině 19. století se váže kulturně-historický pojem Divoký západ.

## Demografie
Rozložení obyvatelstva v západních Spojených státech (2010):
- 66,4 % nehispánští běloši
- 28,6 % Hispánci nebo Latinoameričané
- 9,3 % Asiaté
- 4,8 % černoši
- 1,9 % indiáni nebo Eskymáci
- 12,4 % ostatní